# Дідіа
Дідіа (*д/н—1234 до н. е.) — давньоєгипетський діяч XIX династії, верховний жрець Птаха у Мемфісі за володарювання фараона Рамсеса II.

## Життєпис
Походив з знатної родини Мемфіса. Син Пахемнеджера II, верховного жертя Птаха. Після його смерті близько 1244 року до н. е. обіймав посаду батька. Водночас стає найбільшим начальником над ремісником (на кшталт головного архітектора держави). За його урядування вплив мемфіського жрецтва послабився на користь фіванського.
Каденція Дідіа тривало близько 10 років. Він помер близько 1234 року до н. е.